# Sarajevo-Centar
Centar („Zentrum“) ist eine von vier großen Gemeinden (općine) von Sarajevo. Sie umfasst die westliche Hälfte des historischen Teils der bosnischen Hauptstadt. Sie grenzt an die Gemeinden Ilijaš im Norden, an Stari Grad im Osten, Novo Sarajevo im Süden und Novi Grad sowie Vogošća im Westen. Centar ist das administrative, kommerzielle und kulturelle Zentrum der Stadt; hier befinden sich viele bosnische Institutionen, Botschaften, das Koševo-Stadion, der Hauptbahnhof und die Firmensitze zahlreicher Betriebe sowie der Jüdische Friedhof der Stadt.
Sarajevo-Centar besteht aus insgesamt 15 Siedlungen.

## Geschichte
Nach dem Zweiten Weltkrieg wurde Sarajevo zu einem „Sonderbereich der Volksregierung“ (bosnisch posebno područje narodne vlasti) erklärt und zunächst in neun Bezirke unterteilt. Bald darauf unterschied man nur noch vier Stadtbezirke (bosnisch rejon), unter denen der „Stadtbezirk 2“ große Teile des heutigen „Sarajevo-Centar“ umfasste. Jeder dieser Stadtbezirke war dezentralisierter Teil der Stadt mit eigenem Volkskomitee, das aber unter der Oberaufsicht des städtischen Volkskomitees stand. Im Mai 1952 erfolgte eine Neuorganisation der lokalen Selbstverwaltung, in der man nun nur noch zwischen srez (deutsch Kreis) und općina (deutsch Gemeinde) unterschied. Die Stadt Sarajevo wurde daher im Jahr 1955 durch die Großgemeinden (općina) „Stari Grad“ (deutsch Altstadt), „Sarajevo-Centar“ (deutsch Zentrum, Innenstadt), „Novo Sarajevo“ (deutsch Neu-Sarajevo) und „Ilidža“ und „Vogošća“ abgelöst und hörte damit auf, als Gesamtgebilde zu existieren. Im Jahr 1974 wurden diese Gemeinden aber wieder zur Stadt Sarajevo zusammengeschlossen, so dass sie erneut gemeinsame Rechte und Pflichten vertreten konnten. Man unterschied nun nur noch vier Stadtgemeinden (općina): „Centar“, „Novo Sarajevo“, „Ilidža“ und „Vogošća“. Im Jahr 1977 wurde die Stadtgemeinde „Centar“ allerdings wieder in „Centar“ und „Stari Grad“ aufgeteilt, zudem wurde von „Novo Sarajevo“ noch „Novi Grad“ abgetrennt. Diese vier gelten heute als die eigentliche Stadt Sarajevo, wohingegen Ilidža und Vogošća Gemeinden im Kanton Sarajevo sind.
Der erste Präsident der Gemeinde Sarajevo-Centar war Salko Lagumdžija.
Präsidenten des Vorstands waren: Božidar Jean, Mustafa Dizdarević, Nedeljko Despotović, Đorđe Zarić, Enes Čengić, Nermin Muratović.
Seit 1992 sind bis heute im Sarajevo-Centar: Abid Jusić, Igor Gaon, Ljubiša Marković und Dževad Bečirević Bürgermeister.
Präsidenten der Gemeindeversammlung Sarajevo-Centar: Mirko Grcić, Boro Ostojić, Zorica Zirojević, Belkisa Rizvanbegović, Jasenković Abdullah, Khaled Prčić, M. Markić, Mark Beros, Dragomir Bulatović. Seit 1992 bis heute sind die Vorsitzenden des Stadtrats: Husein Kamber, Kulenović Hussein Mohammed Alaim, Lidija Korać, S. Kovačević.
Im Bosnienkrieg gehörte Centar zu den am schwersten betroffenen Teilen von Sarajevo.

## Bevölkerung
Bei der letzten offiziellen Volkszählung im Jahr 2013 hatte die Gemeinde 59.238 Einwohner.

### Ethnische Zusammensetzung (Selbstzuschreibung)
- Bosniaken – 39.761 (50,14 %)
- Serben – 16.631 (20,97 %)
- Jugoslawen – 13.030 (16,43 %)
- Kroaten – 5.428 (6,84 %)
- andere unbekannt – 4.346 (5,66 %)